# Alessandro Biral
Alessandro Biral (1942 – 1996) è stato uno storico della filosofia italiano.

## Biografia
I suoi genitori erano insegnanti che lo avviarono, specialmente il padre, noto cultore di Giacomo Leopardi, verso un severo corso di studi. Iscrittosi inizialmente alla Facoltà di Chimica a Padova, cambiò quasi subito facoltà iscrivendosi a quella di Filosofia dove conseguì la laurea nel 1965 con una tesi sull'estetica di Hegel e il dottorato sull'unità del sapere nel pensiero husserliano.
Iniziò la carriera accademica nel 1965 come assistente volontario presso la cattedra di Storia della Filosofia e nel 1970 divenne assistente di ruolo presso la cattedra di Storia della filosofia della Facoltà di Lettere e Filosofia di Venezia dove ebbe l'incarico per l'insegnamento di Filosofia morale. Professore incaricato fino al 1980 venne nominato professore associato di Storia della filosofia politica.
Nel ricordo dei suoi studenti appare come un insegnante che preparava accuratamente le sue lezioni partendo da una molteplicità di argomenti inizialmente irrisolti che convergevano a poco a poco verso l'unitaria spiegazione finale. Sebbene di carattere riservato non disdegnava avere un rapporto di dialogo dentro e fuori la facoltà con i suoi allievi .